# Tulpentekening

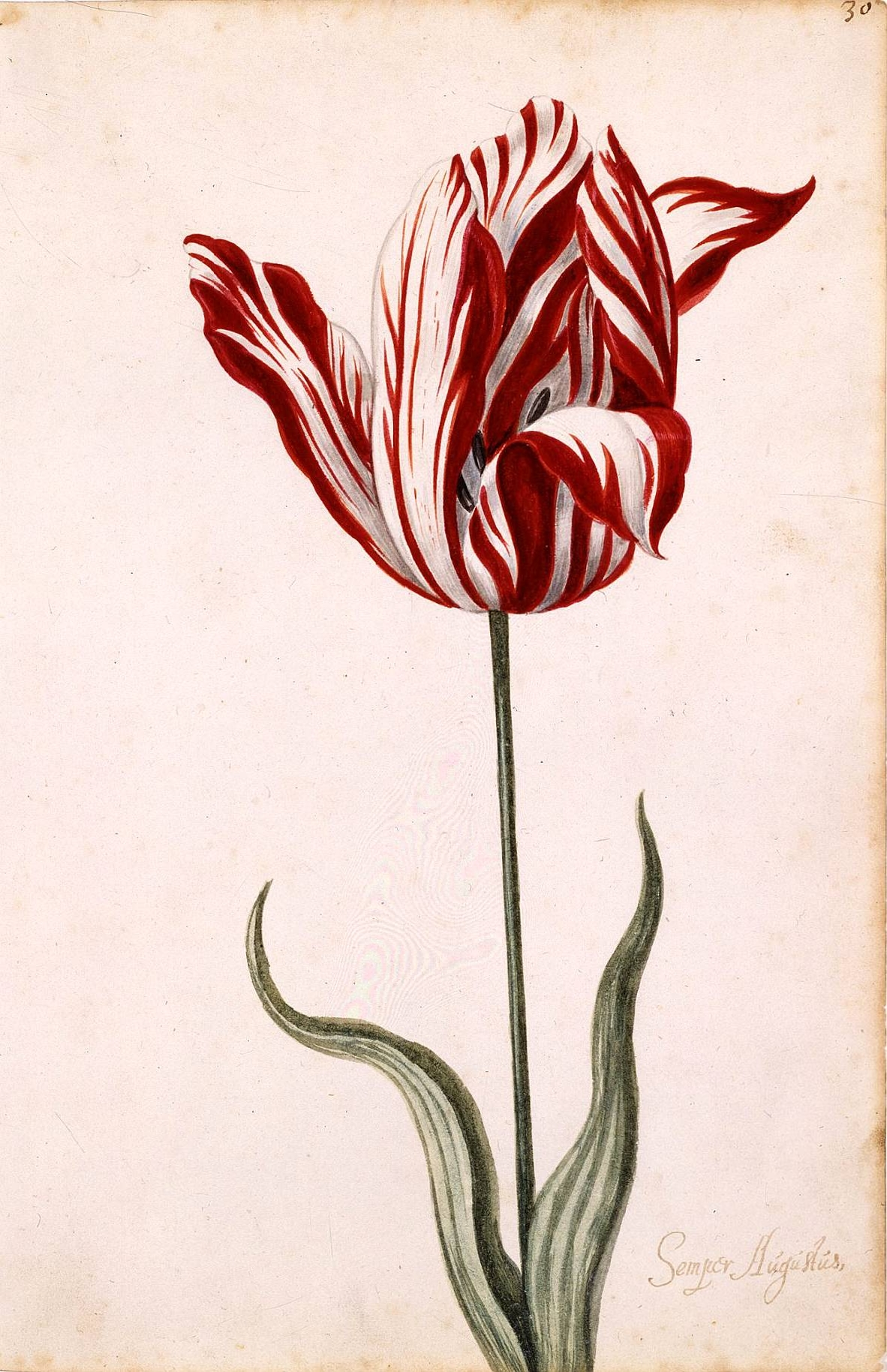
17e-eeuwse tulpentekening, door een anonieme Nederlandse kunstenaar. Deze tulp, de Semper Augustus staat bekend als de duurst verkochte tulp tijdens de tulpenmanie.

Een tulpentekening is een tekening van een enkele tulp, meestal uitgevoerd in aquarel, soms ook als gouache of combinaties van deze waterafdunbare verftechnieken op papier. Tulpentekeningen werden in Nederland gemaakt in de periode van 1550 tot 1750. Er zijn circa 3800 tulpentekeningen in kaart gebracht.
Vanaf het einde van de zestiende eeuw werd de plant bekender door het werk van de botanicus Carolus Clusius, wat na zijn dood uitmondde in de Tulpenmanie tussen 1630 en 1637. Tulpenbollen werden toen verhandeld tegen prijzen van wel € 5000,- per stuk, een fortuin in die tijd. Voor de opkomende handel bundelden tulpenexporteurs verzamelingen van verschillende tulpentekeningen in zogenaamde tulpenboeken. Er zijn circa vijftig verschillende tulpenboeken bekend, die alle dateren van 1635 tot 1750. Daarna nam steendruk en nog later de fotografie de verspreiding van de afbeeldingen van tulpen over.
In de vorm van door graveurs vervaardigde prenten werden tekeningen van tulpen over heel Europa verspreid en deze dienden niet alleen als catalogus, maar ook als voorbeeld voor ambachtslieden die tulpenmotieven wilden gebruiken. Een voorbeeld hiervan is de Engelse lantaarnklok die onder invloed van de populariteit vaak werd versierd met gegraveerde tulpen.
Mede door het fenomeen van de tulpentekeningen is de tulp uitgegroeid tot een nationaal symbool van Nederland. Naast tulpentekeningen zijn er ook veel schilderijen met tulpen gemaakt, een genre binnen de bloemenstillevens.

## Het mysterie van de tulpenschilder
Het boek Het mysterie van de tulpenschilder uit 2005 geeft blijkens de ondertitel 'een historisch overzicht van tulpentekeningen en aquarellen van 1550-1750'. Het beschrijft een bijzonder oeuvre van De Tulpenschilder, een kunstenaar waarvan de identiteit onzeker en die werkte van 1700 tot 1735. Het boek gaat ook in op de techniek van het verfmaken in de periode van Rembrandt en op de gebruikte pigmenten voor de tulpentekeningen.

## Tulpentekeningen van beroemde kunstenaars
Meerdere bekende kunstenaars hielden zich met tulpentekeningen bezig. Jacob Swanenburgh, een kunstschilder uit Leiden en de eerste leermeester van Rembrandt, vervaardigde ten minste honderdtweeëntwintig bloemen voor een tulpenboek. En Judith Leyster schilderde twee tulpen voor een tulpenboek dat nu algemeen bekendstaat onder de naam ‘tulpenboek van Judith Leyster’, hoewel de overige tulpentekeningen in dit boek van andere kunstenaars afkomstig zijn.

## Afbeeldingen
Onderstaande tekeningen worden toegeschreven aan Anthony Claesz, die ze rond 1640 gemaakt zou hebben.

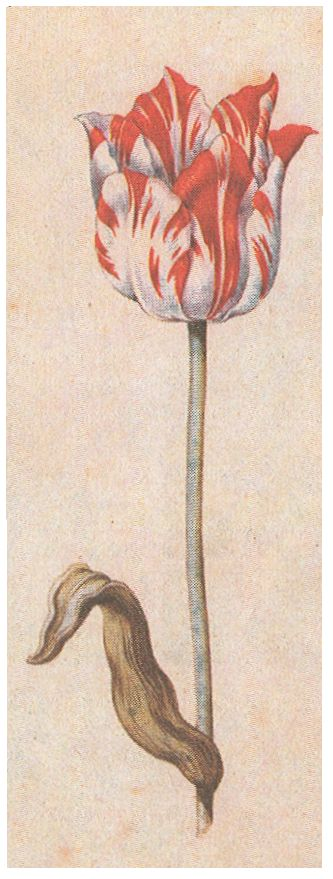
Tulipa Wit Laprock
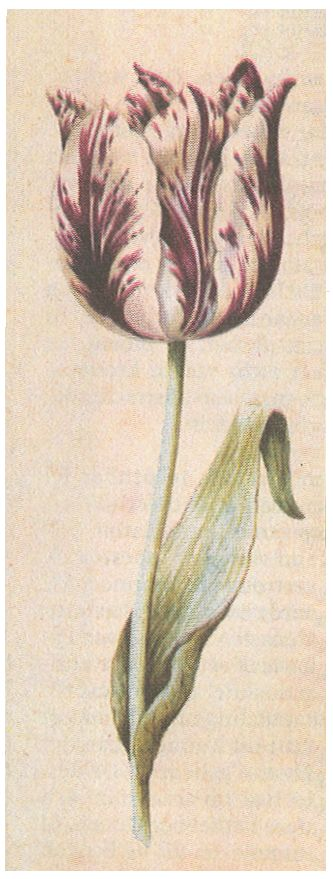
Tulipa Viceroy
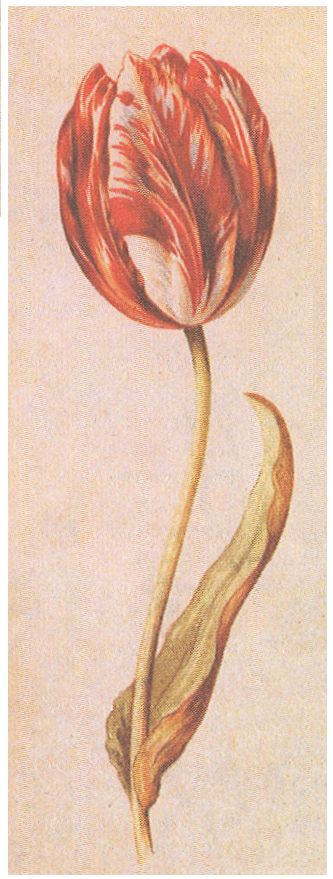
Tulipa Croon Royal
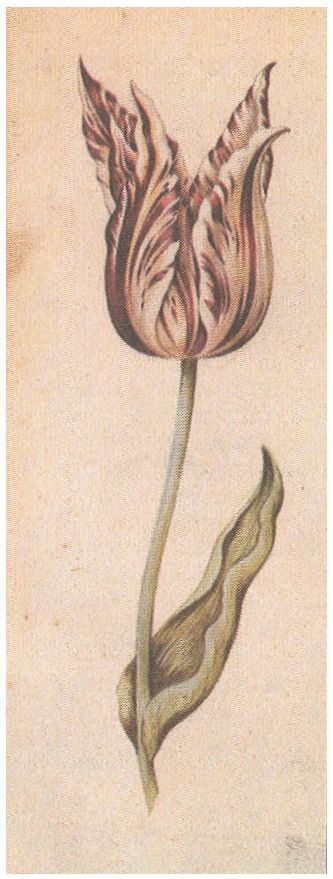
Tulipa Aurora

## Externe Links
- The Fagel Collection (Engels)